# Antoaneta Wassilewa

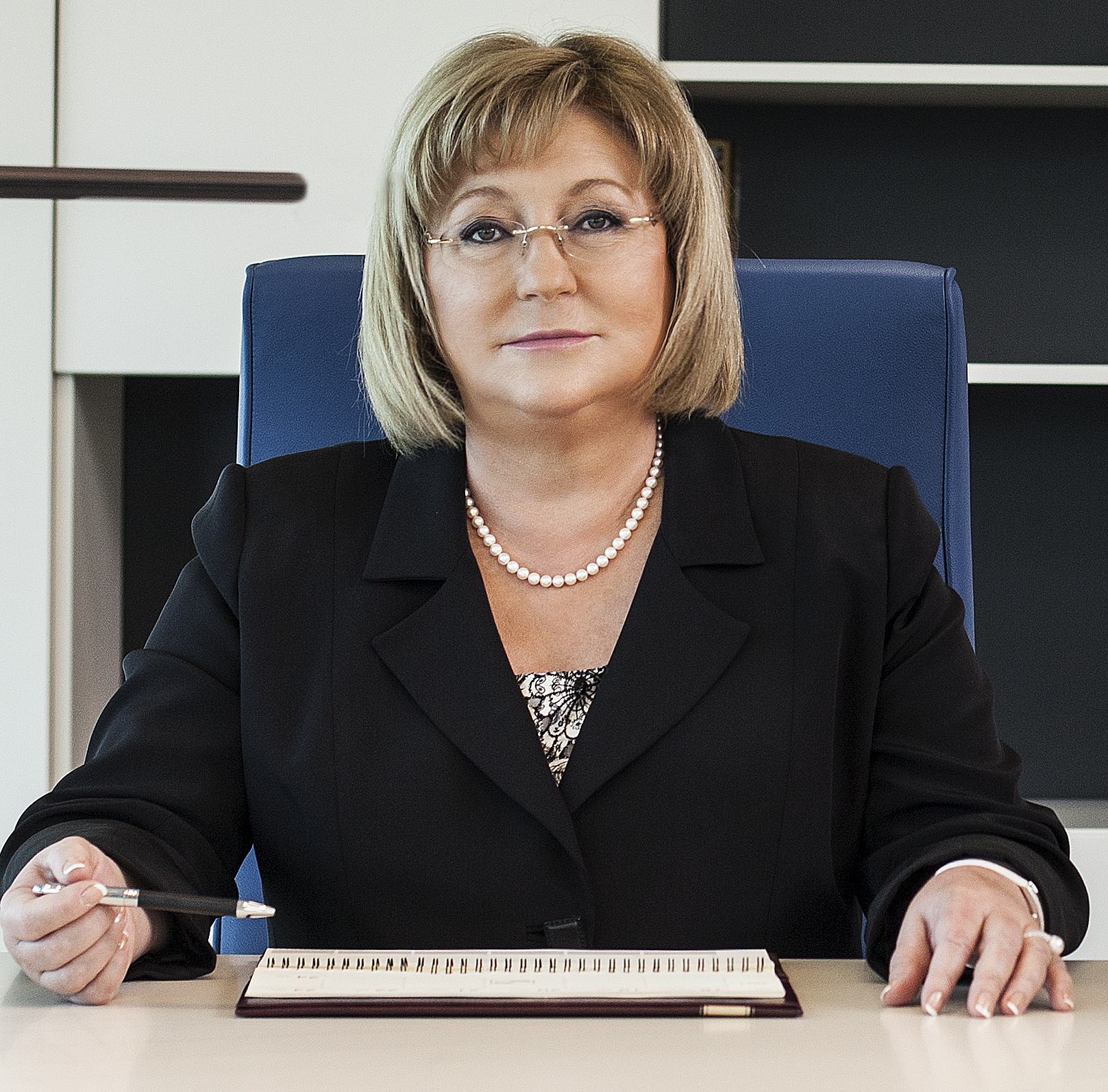
Antoaneta Vassileva

Antoaneta Wassilewa (bulgarisch Антоанета Василева; * 1960) ist eine bulgarische Wirtschaftswissenschaftlerin und Professorin für Weltwirtschaft und Internationale Wirtschaftsbeziehungen an der Universität für National- und Weltwirtschaft (UNSS) in Sofia. Seit 2011 ist sie Dekanin der Fakultät „Internationale Wirtschaft und Politik“.

## Leben

### Bildung
Antoaneta Wassilewa beendete 1984 ein Studium mit dem Schwerpunkt „Internationale Wirtschaftsbeziehungen“ an der Hochschule für Wirtschaft (Higher Institute of Economics) „Karl Marx“ (heutige UNSS). Sie ist Doktor der Wirtschaftswissenschaften (2000, Bulgarien) und „Doctor of Business Administration“ (2002, USA).
Wassilewa spezialisierte sich auf internationales Management und Marketing am Instituto de Estudios de la Empresa Superiores, Barcelona (1997), an der City University Business School, London (1997, 1998) und an der Asia-Pacific University, Beppu, Japan (2005).

### Wissenschaftliche Karriere
Antoaneta Wassilewa ist Professorin in der Abteilung „Internationale Wirtschafts- und Geschäftsbeziehungen“ (Department of International Economic Relations and Business). Sie lehrt Internationale Geschäftstätigkeit (International Business Operations), Regionale Praktiken im internationalen Geschäft (Regional Business Practice in International Business) und internationales Marketing in Bachelor- und Master-Programmen des Studienganges „Internationale Wirtschaftsbeziehungen“ (International Economic Relations) in bulgarischer und englischer Sprache. Sie hielt Vorlesungen an Universitäten in [Polen] und Japan. Sie leitet Vortragsreihen zum gemeinsamen Master-Studiengang „International Business Management“, der Universität für National- und Weltwirtschaft und der Nottingham Trent University, Großbritannien.
Im Zeitraum zwischen 2002 und 2006 war Antoaneta Wassilewa Direktor des Zentrums für Internationale Wirtschaft, Politik und Rechtswissenschaften am Institut für weiterführende Studiengänge der UNSS „Institute for Postgraduate Studies (IPS)“.
Sie ist eine der Gründerinnen des Zentrums für Entwicklung von Managementfähigkeiten am IPS (Managerial Skills Development Center (MSDC)) und Dozentin des bulgarisch-japanischen Studienganges „Global Management and Leadership“.
Wassilewa partizipierte an nationalen und internationalen Projekten im Bereich der Forschung, der Ausbildung von Führungskräften, Wissenstransfer und Innovation, wie zum Beispiel an dem bulgarisch-japanischen Projekt „Entwicklung von Führungsqualitäten“, dem bulgarisch-italienischen Projekt „Partnerschaft Universität-Geschäftswelt und Wirtschaft und Management“, dem bulgarisch-belgischen Projekt „Europäisches Engagement für Unternehmertum“ und zahlreichen anderen.
Wassilewa leitete wissenschaftliche Forschungsprojekte zu den Themen „Internationale Wettbewerbsfähigkeit der exportorientierten Branchen in Bulgarien“, „Die Reform des EU-Haushalts und die künftige Finanzierung der EU-Politik“ und andere.
Wassilewa ist Mitglied der Redaktionsleitung der bulgarischen Zeitschrift „Internationale Beziehungen“ und der mazedonischen Zeitschrift „Vision“.
Sie ist Mitglied der „European International Business Academy“, der „Union der Ökonomen in Bulgarien“ und Gründerin des „Clubs der Experten für Handel und internationale Geschäftstätigkeit“.
Wassilewa setzt sich aktiv für einen besseren Austausch von Universitäten mit der Wirtschaft ein.
Sie engagiert sich im Ausbau der Magister-Studiengänge ihrer Fakultät u. a. in Partnerprogrammen mit anderen europäischen Universitäten, Management-Trainings, akademischen Austausch und Forschungsprojekten.
Im Monat Januar 2014 kündigte sie, die Aufnahme von neuen Graduierten-Programmen im Studiengang "Internationale Wirtschaftsbeziehungen", mit Spezialisierung "Internationales Projekt Management", "Internationales Business im Internet" und "Internationale Finanzen", sowie "Internationale Beziehungen" mit der Spezialisierung "Internationale öffentliche Verwaltung" an.
Wassilewa engagiert sich für den Ausbau ihrer Fakultät als Anziehungspunkt für Master- und Promotionsstudenten aus den Nachbarländern im Balkan und auf der anderen zu einem Zentrum für Balkanstudien.

### Privates Leben
Neben ihrem hohen Ansehen als Wissenschaftlerin, gilt Wassilewa als entspannte und strahlende Frau, die Studenten über die Lehrtätigkeit hinaus unterstützt und ihrem Privatleben einen hohen Stellenwert beimisst.
Antoaneta Wassilewa ist die Ehefrau von Zwetan Wassilew, Mehrheitsaktionär der Corporate Commercial Bank AD. Antoaneta Wassilewa und Zwetan Wassilew sind Eltern ihrer gemeinsamen Tochter – Radosweta Wassilewa.

## Bibliografie

### Monographien und Lehrbücher
- Marketing: Die Perspektive für die moderne Geschäftswelt, (Co-Autor), „IK-UNSS“, Sofia, 2013.
- Internationale Wettbewerbsfähigkeit der exportorientierten Branchen in Bulgarien, (Co-Autor), „IK-UNSS“, Sofia, 2013.
- Internationale Geschäftstätigkeit, „UI Ikonomika“, Sofia, 2011.
- Internationale Geschäftstätigkeit und Globalisierung, „NBMG“, Sofia, 2010.
- Moderne Formen des internationalen Geschäfts, „NBMG“, Sofia, 2010.
- International Marketing (Co-Autor), „UI Ikonomika“, Sofia, 2010.
- Öffentlich-private Partnerschaft. Wirtschaft, Management, Herausforderungen, (Co-Autor), „UI Ikonomika“, Sofia, 2009.
- Global Management and Marketing – the Japanese Experience (et al.), Universitätsverlag „Stopanstvo“, Sofia, 2008. Die Sammlung wurde auch in bulgarischer Sprache veröffentlicht.

### Studien, Artikel und Berichte
- Internationale Wettbewerbsfähigkeit der exportorientierten Branchen in Bulgarien – A. Vassileva, V. Petkov, P. Zhelev, Chinese Business Review, Ausgabe 13, Nummer 1, 2014
- Globale Lieferketten im internationalen Geschäft, Magazin „Ikonomicheska Misal“, Nr. 3, 2011.
- Öffentlich-private Partnerschaft – Ein innovativer Ansatz mit der Möglichkeit für Innovationen, Sammlung: „Integration Bulgariens in das Europäische Innovations- und Bildungsumfeld“, „Diamant“, Burgas, 2009.
- Öffentlich-private Partnerschaft im Bereich der Hochschulbildung, Sammlung: „Partnerschaft Universität-Geschäftswelt: Bulgarische und europäische Dimensionen“, „UI Ikonomika“, Sofia 2009.
- Besonderheiten, der Partnerschaft Universität-Geschäftswelt in Japan, Sammlung: „Partnerschaft Universität-Geschäftswelt: Bulgarische und europäische Dimensionen“, „UI Ikonomika“, Sofia 2009.
- Notwendigkeit einer Verbesserung der Zusammenarbeit und des Transfers von Wissen, Erfahrung und Know-how zwischen Universitäten und Unternehmen, Sammlung: „Partnerschaft Universität-Geschäftswelt: Bulgarische und europäische Dimensionen“, „UI Ikonomika“, Sofia 2009.
- Debatte über die Reform des EU-Haushalts und der bulgarische Beitrag, Sammlung: „Die Reform des EU-Haushalts und die künftige Finanzierung der Politik der Union“, „Mirage -96“, Sofia, 2009.
- Öffentlich-private Partnerschaft – Gibt es eine Formel für den Erfolg?, (Co-Autor), Zeitschrift „Ikonomicheksi Alternativi“, Nr. 3, 2008, Artikel auch in englischer Sprache veröffentlicht in „Economic Alternatives“, iss. 2, 2008.
- Der rechtliche Rahmen von öffentlich-privaten Partnerschaften und Sensibilisierung der Öffentlichkeit, Sammlung: „Die Rolle der Medien-Arbeit zu Projekten, die von der EU finanziert werden“, „UI Ikonomika“, Sofia, 2008.
- Paradoxes of the Global Marketing Communication (Peculiarities, Improbabilities, Opposing Attitudes), (et al.), Power of Communication 2013, Conference Proceedings, Belgrad, 2013.
- Marketing in the EU and After-effects for the Bulgarian Business, „Vision“, Association of Intellectuals, Skopje, Nr. 15, 2010.
- Public-Private Partnerships: Formulae for Success, Incentives and Barriers (et al.), Zeitschrift „Vision“, Association of Intellectuals, Skopje, Nr. 15, 2010.[19]